# Nu (Volk)
Die Nu (chinesisch 怒族, Pinyin Nùzú) sind ein tibeto-birmanisches Volk in Südwest-China. Beim Zensus im Jahre 2010 wurden 37.523 Nu gezählt, von denen 96,45 % in der Provinz Yunnan, überwiegend im Autonomen Bezirk Nujiang der Lisu leben. Weitere 1,42 % der Nu leben im Autonomen Gebiet Tibet.
Die Nu in den Kreisen Lushui und Fugong machen die Hälfte der Nu-Bevölkerung aus und sprechen Nusu (怒苏语), eine kleinere Gruppe von ca. 8,3 % in den Kreisen Lanping und Lushui spricht Zauzou (柔若语). Nusu und Zauzou gehören beide zu den Yi-Sprachen. Etwa 30,6 % der Nu, vor allem im Autonomen Kreis Gongshan, sprechen Derung (独龙语), weitere 11,1 % in Fugong und Gongshan das noch weitgehend unklassifizierte tibetobirmanische Ayi (阿夷语 oder 阿侬语). Hinzu kommen etwa 400 Nu in Fugong, die Nung sprechen. Nung und Derung gehören zu den nungischen Sprachen.
Die Nu sind ganz überwiegend Anhänger autochthoner Glaubensvorstellungen. Unter ihnen gibt es aber auch über 10 % protestantische und katholische Christen sowie vereinzelt Anhänger des tibetischen Buddhismus („Lamaismus“).